# 朝天站
朝天站，原名中子站，位于中华人民共和国四川省广元市朝天区中子镇，是西成客运专线上的高铁站，于2017年建成，由成都铁路局管辖。
朝天站建成后，原宝成铁路上的朝天站同步更名为朝天南站。

## 临近车站
1. 1 2  . 中国铁路客户服务中心.   [2018-01-08]. （原始内容存档于2016-11-06）.